# Дайв'єт
 Держава Дайв'єт (大越) — назва В'єтнаму у період з 1054 по 1400 та з 1428 по 1804 роки. Дослівно Дайв'єт перекладається як «Великий В'єт». У 1804 році назва держави була змінена на В'єтнам.

## Середньовіччя

### Пізні Лі. Заснування Дайв'єту
Населення Дайков'єту уже не витримувало вибрики тогочасного вуа Лаунга Діня, тому в країні почалися бунти. У результаті двірцевого перевороту до влади прийшов Лі Тхай То, що був командувачем в'єтської гвардії. Він заснував династію Пізніх Лі, що була на чолі держави з 1009 по 1225 рр.
Як тільки Лі Тхай То прийшов до влади, то одразу провів низку реформ:
- Оголосив загальну амністію;
- Знищив усі знаряддя для катувань;
- Переніс столицю держави з Хоали до Тханглаунга;[2]
- Провів адміністративну реформу згідно з якою поділив державу з десяти великих провінцій, які називалися фу, на 26 менших — чіфу. Реформа збільшила централізацію, оскільки провінційні намісники уже не мали змоги конкурувати з центром, при цьому володіючи такими маленькими землями;
- Назва держави змінилася на Дайв'єт.[3]

Згодом у 1042 році був прийнятий офіційний кодекс законів. Кодекс закріпив жорсткий соціальний розподіл суспільства. Простолюдинам був заборонений ряд речей. Проте були й зменшені податки та було заборонено продавати вільних селян. Згідно кодексу, карали за маленькі злочини якнайжорстокіше, що зменшило жагу до двірцевих змов.
Уже зміцнівший Дайв'єт вирівшив скористатись ослабленням держави Тямпа і тим самим вирішити аграрне питання. У 1043—1044 роках вуа Дайв'єту завдав поразки її раджі й захопив столицю Тямпи — Віджаю. У 1068 році Тямпа оговталася і сама напала на Дайв'єт, але напад було відбито, а дайв'єтська армія під керівництвом Лі Тхионг Кіета перейшла в наступ і знову розграбувала Віджаю. Відтоді Тямпа сплачувала Дайв'єту данину аж до завершення свого існування як держави.
У 1075 році, скориставшись успішною боротьбою тайських князівств з імперією Сун, в'єти організували великий похід на північ. Лі Тхионг Кіет завдав подвійний удар — з суші і з моря — по басейну річки Сіцзян, і змусив нечисленне тоді китайське населення басейну річки Сіцзян сховатися в двох великих містах — Гуанчжоу й Інчжоу. Незабаром Інчжоу був узятий штурмом. Опинившись в небезпечному становищі, Суни відправили на південь величезну армію, тоді Лі Тхионг Кіет відвів свої війська. Боротьба з дайв'єтською армією на її власній території успіхом для Сунів не закінчилася, і їх полководці пішли з Дайв'єту. Загальним підсумком воєн на півночі було приєднання до Дайв'єту нових територій.
Однак згодом виникли проблеми. У 1105 році фіксується подія під назвою «Вєт ши лиок», тобто великий мор. Згодом було чимало посух і повеней, а у 1181 р. від голоду померла половина населення Дайв'єту. У результаті селяни почали бунтувати та ще й при царському дворі відбувалася постійна смута, влада Лі значно ослабла. У результаті виникла потреба у зміні династії.

### Династія Чан
Поступово сили дрібних і середніх землевласників об'єдналися під керівництвом Чана Тху До, який був родичем останнього монарха династії Пізні Лі. У 1225 року влада в Дайв'єті перейшла до його сім'ї. Так був покладений початок правлінню династії Чан. Всі уцілілі представники роду Лі були знищені. Хроністам було заборонено згадувати прізвище Лі, а замість нього слід було писати «Нгуен». Всім жителям країни, які мали прізвище Лі, було наказано змінити її на Нгуен. Прийшовши до влади, Чани одразу намагалися виправити кризову ситуацію в країні. Так була налагоджена іригація, відбувся перепис земель та селян, розширено посівні землі та запроваджена боротьба із хабарництвом. Згодом Дайв'єту вдалося відновити свою міць і статус.
Тим часом монголи підкорювали Азію. 1260 року Хубілай оголосив себе великим ханом і почав будувати плани з підкорення китайської держави Південної Сун. Прагнучи створити для наступу в китайську імперію плацдарм на території Північного В'єтнаму, монгольська армія під командуванням Урянхатая 1257 року вторглася в Дайв'єт. Однак цей напад закінчився поразкою в 1258 році; супроводжувався він і дипломатичної невдачею — посли Хубілая, що прибули до в'єтського вуа з пропозицією «підкоритися» були з ганьбою відіслані назад.
Однак в 1276 році Південна Сун впала, і в 1277—1278 роках зі звісткою про це зі столиці монгольської імперії Юань були відправлені посли в столиці держав Південно-Східної Азії. У 1281 році Хубілай проголосив Дайв'єт «самоврядним округом» і призначив туди на посаду губернатора Баян Тимура. В 1282 році Хубілай мав намір ввести свою систему управління в Тямпі. Верхівка Тямпи спробувала встановити союз з Дайв'єтом.
Затримка в Тямпі юанських послів, які прямували до країн Центрального Індокитаю і Південної Індії, було використано Хубілаєм як привід для початку військових дій. Отримавши від Дайв'єту відмову в проході на південь через його територію, 200-тисячна монголо-китайська армія під командуванням Сагати наприкінці 1282 року переправилася на береги Тямпи на 350 великих кораблях. Разом з військами були прибули і китайські чиновники, яким Хубілай доручив приступити до управління країною після її завоювання. Висадившись, монголи взяли Мучен, а потім і столицю Чампі — Віджаю. На території Тямпи розгорнулася всенародна партизанська боротьба. Сагату попросив підкріплень з Південного Китаю і звернувся за військовою підтримкою до сусідніх держав, які виявили раніше покірність монголам. Однак війська з Південного Китаю запізнювалися, а інші держави відмовили в допомозі. Тоді Сагату вирішив діяти самостійно, і навесні 1283 року відправив в гори проти короля Тямпи загін під командуванням Чжан Юна. Монголи потрапили в пастку в гірській ущелині і саме цей момент став переломним: монголи перейшли до оборони на узбережжі. В середині 1284 року до монголів прибуло підкріплення на чолі з Хутухте, який уклав мир з Тямпою.
Мир з Тямпою так швидко був укладений тому, що Хубілаю терміново потрібні були війська для війни з Дайв'єтом, який в 1283—1284 роках активно готувався до відсічі інтервентів. На початку 1285 року півмільйонна монголо-китайська армія під командуванням Тугана — сина Хубілая — вторглася в Дайв'єт з Гуансі; одночасно з Юньнаню рушили війська Наср-ад-Діна, а з Тямпи — війська Сагати. Над в'єтською армією виникла загроза повного знищення. У цій надзвичайній ситуації Чан Хинг Дао вирішив залишити дельту Червоної річки, вивести війська до узбережжя, а звідти морем перекинути їх на південь в Тханьхоа для удару в тил армії Сагати. Цей проект був блискуче здійснений, і військова ініціатива перейшла до в'єтів. Від військ Тугана в підсумку залишилася лише десята частина, війська Наср-ад-Діна також повернулися в Юньнан пошарпаними.
Хубілай справедливо розцінив результат кампанії 1285 роки як ганебну поразку і почав збирати сили для нового наступу на Дайв'єт, призупинивши заради цього навіть підготовку до чергового вторгнення в Японію. Взимку 1287 року 300-тисячне монгольське військо, підкріплене китайськими загонами, під командуванням Тугана знову вирушило з Гуансі в Дайв'єт. У результаті монголи на початку 1288 року взяли столицю Дайв'єту. Однак в'єти встигли знищити продовольчі запаси, а в'єтський флот зміг покласти край спробам доставки продовольства морем. Побоюючись початку епідемій в період сезону дощів, воєначальники звернулися до Тугана з пропозицією повернутися в Китай. Наприкінці 1288 року він віддав наказ про відступ, який швидше нагадував втечу. Наступного року між імперією Юань та Дайв'єтом був укладений мир. Проте протягом наступних шести років Хубілай продовжував тримати на кордоні з Дайв'єтом потужну армію, постійно погрожуючи новим вторгненням, однак, навчений гірким досвідом, він так і не наважився на нову інтервенцію.
Війни з монголами, а також внутрішні війни спустошили Дайв'єт, сільське господарство і іригація занепали, багато селян загинуло під час військових дій. У 1290 році почався масовий голод. Проте вуа Чан Ань Тонг продовжував боротьбу за розширення території Дайв'єту на півдні. 1311 року відбулася війна з Тямпою, що повторилася в 1318 і 1326 роках.
У 1330-х роках в Дайв'єті йшли війни з гірськими народами і з лаосцями, які, виступивши на боці повсталих гірських народів, вдерлися в Дайв'єт, пограбували його південні області й завдали ряд поразок його полководцям.
Одночасно поновилися напади тямів, які прагнули повернути втрачені території. Війська тямського короля Тебонгнга спустошили південні провінції Дайв'єту, а в 1369 році захопили і розграбували його столицю Тханглаунг. Однак тями не змогли освоїти і заселити захоплені райони, оскільки там вже було численне в'єтське населення.
На початку 1340-х років в Дайв'єті через неврожай і голод почалося повстання Нго Бе, що тривало цілих 17 років. У 1354 році почалося повстання під керівництвом селянина Ті, що оголосив себе родичем Чанів.
Почалася вироджуватися сама династія Чанів, тому що ті бажали уникнути династичних смут і тим самим почали одружуватися лише всередині свого роду.
З 1371 року головою адміністрації Дайв'єту поступово стає Хо Кюї Лі, який почав боротьбу за централізацію країни. Він припинив змови при дворі, хрч і незвичайним способом, але вирішив проблему із грошима, змістив багатьох чиновників, оголосив державною релігією неоконфуціанство й ліквідував будь-які форми недержавної власності, а в 1400 році сам став імператором, заснувавши нову династію Хо та перейменувавши державу Дайв'єт на державу Дайнгу.

### Династія Пізніх Ле
У 1428 році Ле Лой став імператором Дайвьета і заснував династію Пізніх Ле. Спираючись на сильну армію, свій авторитет полководця і чиновників-реформаторів в своєму оточенні, він провів великі реформи в країні. Змінив його Ле Нян Тонг, який продовжив земельну реформу, в результаті до кінця 1450-х років в Дайв'єті стабілізувалося землеволодіння. Наступний імператор, Ле Тхань Тонг, вважається найуспішнішим правителем за історію країни. Реформи Ле були доповнені і частково закріплені новоприйнятим кодексом «Хонгдик». Армія і державний апарат отримали більш гнучку організацію, була проведена нова адміністративна реформа, склалася система навчальних закладів та конкурсних іспитів на чиновницькі посади, була проведена грошова реформа.
У 1471 році відбувся ретельно підготовлений військовий похід Дайв'єта проти Тямпи, що завершився захопленням частини тямпских територій. У 1479—1480 роках Дайв'єт аналогічним чином атакував Лансанг, в результаті чого Лангсанг на деякий час потрапив у васальну залежність від Дайв'єту. Одночасно всі племена, які жили в горах на захід від в'єтських долин, стали сплачувати данину Дайв'єту, а здавна контрольовані ними гірські райони на півночі отримали статус провінцій.
Після «золотого століття» ери «Хонгдик» настав занепад. Початок XVI століття стало одним з найтяжчих періодів в історії країни. Малоефективний апарат управління розорив селян, надходження від податків зменшилися, а сам централізований апарат слабшав. Розвитку сільського господарства не приділялося уваги. А найголовнішою проблемою і причиною краху династії Пізніх Ле було перенаселення. У державі уже не було вдосталь ресурсів, щоб прогудувати всіх навіть коли врожай був вдалим, не говорячи вже про періоди посухи чи повені. Доведені до повного відчаю голодні селяни піднімали повстання. У 1516 році почалося одне з найбільших в історії В'єтнаму повстань під керівництвом селянського вождя Чан Као. Повстанська армія на чолі з Чан Као з двох спроб захопила столицю Тханглаунг. Двір Ле був змушений бігти в Тханьхоа. Повстанці продовжували діяти аж до 1521 року, поки не були розбиті в результаті контрнаступу регулярних військ.

### Династія Мак
У 1521—1522 роках були придушені й інші повстання, але центральна влада так і не змогла оговтатися від їхнії потужних ударів. У 1527 році феодальне угрупування Мак Данг Тунга, який багато років перебував на військовій службі при дворі Ле, взяло гору над суперниками і відтіснило законних претендентів на владу в провінцію Тханьхоа. Проголосивши себе імператором в 1527 році, Мак Данг Тунг відправив в 1529 році місію в Китай з багатими дарами і повідомленням, що «нікого з дому Ле не залишилося і рід Маків тимчасово править країною і народом». Отримавши від мінського двору визнання своєї династії, Мак Данг Тунг передав престол синові Мак Данг Тоаню, який правив 10 років.

### Відроджена Династія Ле
Прихильники династії Ле, намагаючись повернути законну владу, відравляли в Китай з прохання про допомогу у відновленні законної династії, скинутої «узурпатором Маком». Мак Данг Тунг, щоб уникнути невигідного розвитку подій, заявив, що «віддає себе на милість мінського імператора» і відправив до Китаю прохання «провести розслідування». Китай скористався ситуацією в своїх інтересах, і в 1541 році видав інвеституру, що визнавала право династії Мак правити Дайв'єтом, а Ле оголосила двозначною особистістю, походження якої ще треба довести. Однак В'єтнам при цьому був позбавлений статусу держави і оголошений намісництвом провінційного підпорядкування з необхідністю традиційної виплати данини Китаю.
Незабаром на боротьбу з Маками піднялися їхні суперники, які також прагнули під приводом відновлення законної династії Ле захоплення влади. Зрештою Нгуен Кім об'єднав усі опозиційні угруповання і, захопивши у 1542 році провінції Тханьхоа і Нгеан, встановив там свою владу. У 1545 році вся влада в цьому регіоні перейшла до зятя Нгуєн Кіма — Чінь К'єму. Таким чином, країна виявилася розділеною на дві частини: рід Маків («Північна династія») продовжував панувати в районі Бакбо (Північний В'єтнам) зі столицею в Тханглаунг, рід Чінів під прикриттям династії Ле («Південна династія») контролював район Нгеан-Тханьхоа. Боротьба між цими двома родами тривала понад півстоліття, в результаті Південна династія здобула перемогу над Північною і повернула Ле на престол в Тханглаугні в 1592 році. Династія Маків перестала грати роль у внутрішньополітичному житті країни, проте вони продовжували користуватися заступництвом Китаю, який ще протягом трьох поколінь тримав їх про запас. Боячись відкритого втручання Китаю, Чіні не наважувалися на відкрите повалення династії Ле. Китай, прекрасно усвідомлюючи, в чиїх руках реальна влада, вів в цьому регіоні складну політичну гру. У 1599 році Чінь Тунг отримав від Китаю персональну увагу. Саме з цього моменту офіційно починається режим, який увійшов в історію під назвою «Тюа Чнь» («князі Чінь», «правителі Чінь»).

### Війна Чінів і Нгуенів
У 1558 році син Нгуена Кіма — Нгуен Хоанг домігся від двору Ле дозволу на управління районом Тхуанхоа, а з 1570 року — і Куангнамом. З цього часу цей район став належати Нгуенам, які потім взяли курс на відділення від решти В'єтнаму. Так до початку XVII століття оформилися два «центри» — Нгуени і Чіні. Після смерті Нгуен Хоанга в 1613 році його син тюа Шай почав поводитися як повністю незалежний правитель. В результаті відносини між феодальними будинками Чінів і Нгуенів перетворився в збройний конфлікт, що тривав значну частину XVII століття. Війни між Чінямі і Нгуенами з перервами тягнулися до 1672 року. До 1673 року обидва противника остаточно видихнули й військові дії припинилися. Стихійно сформоване перемир'я тривало приблизно сто років. Нація виявилася розколотою, в національній свідомості виникли і закріпилися такі поняття, як «жителі півдня» і «жителі півночі».
Поділивши країну, Чіні і Нгуени почали зміцнювати свої позиції на утримуваних територіях, щоб кожну з них перетворити в окрему самостійну державу.

## Нова історія
Майже все XVIII століття північ і південь В'єтнаму існували окремо. Мешканці півночі займалися внутрішніми проблемами, жителі півдня розширювалися на південь, захоплювали кхмерські землі в долині Меконгу і активно втручалися у внутрішні справи Камбоджі.

### Повстання тайшонів
У 1771 році південнов'єтнамський торговець бетелем Нгуен Ван Няк, землевласник і багатий купець, староста гільдії торговців, не підкорився вимозі державного податкового чиновника здати в казну збільшену частку доходів своєї гільдії і втік до гірського району Тайшон, де став збирати під свої знамена всіх незадоволених політикою Чионга Фук Лоана. Через територію, звідки почалося повстання, очолене Нгуен Ван Няком і двома його молодшими братами, повсталих стали називати тайшонами. Наприкінці 1773 року практично не зустрічаючи опору, тайшони рушили в Куангнгай, де у приморського міста Бенда розгромили надіслані зі столиці урядові війська. На початку 1774 повстанці захопили всю провінцію Кунгнам, а пізніше зайняли і ряд інших провінцій. Однак в середині 1774 року урядові сили перейшли в контрнаступ і завдали тайшонам ряд серйозних ударів. Але несподівано союзниками тайшонів стали тюа з роду Чінь.
Чінь Шам, вважаючи країну, нарешті, умиротвореною, вирішив реалізувати стару мрію своїх предків щодо захоплення південної частини В'єтнаму і возз'єднання країни. Почалася грандіозна військова операція, яка призвела до краху всієї політичної, соціальної та економічної системи В'єтнаму. Полководець, що очолив війська Чінів. Хоанг Нгу Фук заявив, що воює не з Нгуенами, а з тими, хто узурпував і зазіхнув на їхню владу: перш за все з ненависним для всього населення Півдня тимчасовим правителем Чионгом Фук Лоаном, а також з повсталими тайшонами. Тоді в Фусуані стався двірцевий переворот. Родова знать і вище чиновництво заарештували Чионга Фук Лоана і видали його Хоангу Нгу Фуку, сподіваючись, що той задовольниться цієї «жертвою» і зупинить війська. Однак жителі півночі все одно продовжили марш на південь. До початку 1775 року жителі півночі розбили війська Нгуенів і зайняли їх столицю Фусуан.
На вимогу воєначальників, тюа Нгуенів, прибувши в провінцію Куангнам, оголосив свого племінника Нгуен Фук Зионга наслідним принцом, головнокомандувачем військами і головнокомандуючим Куангнамом. Війська Нгуен Фук Зионга в провінції Куангнам виявилися в дуже складному становищі: з півночі в цю провінцію вторглась чінськая армія, а з півдня вели наступ тайшони. Наслідний принц виявив дипломатичний талант і, вступивши в переговори з тайшонами, переконали їх перейти на бік Нгуенів.
У середині 1775 року тайшонам вдалося захопити самого Нгуена Фук Зионга, однак при цьому Хоанг Нгу Фук зайняв Куангнам, а на півдні тайшони зазнали поразки в Фусуані. Усвідомивши неможливість поодинці воювати проти всіх, Нгуєн Ван Няк пішов з багатими дарами до Хоанга нгу Фуку і принижено попросив його взяти тайшонів під своє заступництво. Хоанг нгу Фук пішов на це і призначив Нгуена Ван Няка на посаду командувача тайшонським військом. Нгуен Ван Няк видав свою дочку за Нгуена Фук Зионга і зажадав від зятя, щоб той проголосив себе правителем Південного В'єтнаму, а коли той відмовився — Нгуен Ван Няк почав від його імені організовувати партизанський рух. Незабаром Нгуен Ван Няк взяв курс на формальне створення тайшонської держави і оголосив себе вионгом (князем-правителем). Формально держава тайшонів зі своєю територією, армією і правителем з'явилася в 1778 році, коли тайшони втратили свої позиції на Півдні, але зате зміцнилася в центральному В'єтнамі. Протягом восьми років, не порушуючи миру з Чінямі, тайшони прагнули перемогти на півдні. До 1785 року вони захопили весь Південний В'єтнам, незважаючи навіть на те, що їхнім противникам допомагали сіамські війська.
У 1786 році тайшони звернули свої погляди на північ, і штурмом взяли Фусуан. Не зупиняючись, вони пішли далі, і 21 липня 1786 року вступили в Ханой. Влада чінського правителя Чінь Кхая була повалена; тайшони формально відновили владу династії Ле. Незабаром почалася міжусобна боротьба в правлячій верхівці держави тайшонів.
Громадянською війною і міжусобицями у В'єтнамі скористалися маньчжурські правителі Китаю, коли до них за допомогою звернувся сам в'єтнамський імператор Ле Тьїєу Тхонг, який переховувався від переслідування тайшонів поблизу в'єтнамсько-китайського кордону і звідти звернувся до маньчжурської імператора з проханням про допомогу проти узурпаторів. 25 листопада 1788 року 200-тисячна китайська армія перетнула кордон, і 17 грудня захопила Тханглаунг, вручивши Ле Тьїєу Тхонгу від імені маньчжурського імператора інвеституру і образливий титул «Аннам Куок-вионга» («Правитель умиротвореного Півдня»).
Нгуен Ван Хюе 12 грудня 1788 року біля гори Нгибінь (на південь від Фусуана) оголосив себе імператором і прийняв новий девіз правління — «Куанг Чунг». У той же день на чолі флоту і піхоти він пішов на північ. Опівдні 30 січня 1789 року тайшони вступили в Тханглаунг, а китайський головнокомандувач кинув напризволяще Ле Тьїєу Тхонга. Останній в'єтнамський імператор намагався наздогнати китайські війська, але ті йшли з такою швидкістю, що йому вдалося це зробити тільки на в'єтнамсько-китайському кордоні.
Розгром китайців був нищівним. Маньчжурський імператор Хунлі зняв з посади командувача армією вторгнення, призначив нового військового губернатора намісництва Лянгуан і передав в його підпорядкування півмільйонну армію, готову до вторгнення до В'єтнаму. Для того, щоб запобігти повторну інтервенцію, Нгуєн Ван Хюе повинен був проявити неабиякий дипломатичний талант. Він визнав себе формальним васалом Китаю і повернув Хунлі всіх полонених. Представляючись правителем суверенної держави, що є сусідом з Північним В'єтнамом, Нгуєн Ван Хюе вже восени 1789 року домігся визнання себе «Ваном Аннаном». Зі свого боку, він обіцяв побудувати поминальний храм в честь загиблих у В'єтнамі китайців і особисто приїхати в Пекін на святкування 80-річчя Хунлі. Визнавши Хюе правителем В'єтнаму, маньчжурський уряд відмовився від підтримки династії Ле. У результаті загроза з півночі була усунена.

### Династія Нгуен
Тим часом, скориставшись конфліктом між братами-тайшонами і боротьбою з китайцями на півночі, на півдні висадився Нгуен Фук Ань. Закріпившись в провінції Зядінь, він підписав з Францією угоду, яка увійшла в історію під назвою Версальський договір. Згідно з цим документом, Нгуен Фук Ань віддвав Франції острів Пуло-Кондор, гавань Хойан, дарував французам монополію на торгівлю на всій території країни, а також зобов'язався поставляти Франції солдатів і продовольство в разі, якщо вона буде вести війну з будь-якою державою на Сході. Франція ж повинна була передати Нгуен Фук Аню чотири військові кораблі і загін чисельністю в 1650 чоловік. Втіленню цього договору в життя перешкодила Велика французька революція, але згодом французькі колонізатори часто зверталися до нього для виправдання своєї присутності у В'єтнамі.
У 1789 році Нгуен Фук Ань підкорив всю Зядінь і почав підготовку до походу на північ. Використовуючи європейських інструкторів для навчання своєї армії, закуповуючи озброєння європейського виробництва, будуючи кораблі і фортеці за європейським зразком, Нгуен Фук Ань створив дуже сильні і передові для Південно-Східної Азії збройні сили. У 1792 році Нгуен Фук Ань оголосив план наступальних військових дій проти Центрального В'єтнаму, відповідно до якого в 1792—1799 роках було проведено шість послідовних військових кампаній, що називаються «сезонні війни». На заключному етапі боротьби з тайшонами ці війни переросли в безперервну військову кампанію 1800—1802 років, в результаті якої жителями півдня була захоплена стара столиця Фусуан, а потім і цитадель тайшонів — Кюіньон. Не обмежуючись цим, Нгуен Фук Ань відправив свої війська на північ і протягом місяця майже без кровопролиття завоював весь Північний В'єтнам. 20 червня 1802 року вступив в Тханглонг, звідки втік останній тайшонский імператор. Вперше за 300 років на території Дайв'єта була створена єдина зангальновєтнамська держава.
У 1804 році Нгуен Фук Ань отримав інвеституру від китайського імператора. Було затверджено нову назву країни — «В'єтнам».